# Synasellus favaiensis
Synasellus favaiensis är en kräftdjursart som beskrevs av Eiras 1974. Synasellus favaiensis ingår i släktet Synasellus och familjen sötvattensgråsuggor. Inga underarter finns listade i Catalogue of Life.